# Daniel Ricardo Díaz
Daniel Ricardo Díaz (Salta, 7 de juliol de 1989) és un ciclista argentí professional des del 2010 i actualment a l'equip Delko-Marseille Provence-KTM.
Del seu palmarès destaca el campionat nacional en ruta de 2014 i les dues victòries finals al Tour de San Luis el 2013 i el 2015.

## Palmarès
- 2009
  - 1r a la Doble Bragado i vencedor de 2 etapes
  - Vencedor de 2 etapes a la Volta a l'Equador
- 2010
  - 1r a la Volta a la Comunitat de Madrid sub-23
  - 1r a la Santikutz Klasika
  - 3r a la Volta a Navarra i vencedor de 2 etapes
- 2012
  - Vencedor d'una etapa al Tour de San Luis
  - Vencedor d'una etapa a la Volta a Bolívia
- 2013
  - 1r al Tour de San Luis
- 2014
  -  Campió de l'Argentina en ruta
- 2015
  - 1r al Tour de San Luis i vencedor de 2 etapes